# Тихий Дон (роман)
«Тихий Дін» або «Тихий Дон» (рос. «Тихий Дон») — роман-епопея російського письменника Михайла Шолохова в чотирьох томах. 1—3 томи написані в період з 1925 по 1932 рік, опубліковані в московському журналі «Октябрь» в 1928—1932 рр. Том 4 закінчений в 1940 році, опублікований у московському журналі «Новый мир» в 1937—1940 році. Роман є одним із найзначущіших творів російської літератури XX століття. Робота удостоєна Нобелівської премії з літератури (1965) «За художню силу і цілісність епосу про донське козацтво в переломний для Росії час». Роман високо цінило тодішнє керівництво СРСР і особисто Йосип Сталін.
У романі представлено панораму життя донського козацтва під час Першої світової війни, революційних подій 1917 та Громадянської війни в Росії.
Роман перекладений багатьма мовами; український переклад Семена Каца, Євгена Плужника та Степана Ковганюка всіх 4 томів роману вперше вийшов у 1931—1941 роках, англійський переклад Стівена Ґеррі 1—3 томів вийшов у 1934—1940 роках, англійський переклад всіх 4 томів вперше вийшов у 1950—1959 роках у перекладі Стівена Ґеррі, доповненого Робертом Денґлішем.

## Історія створення
Шолохов писав у автобіографіях, що почав писати роман «Тихий Дон» у жовтні 1925 року. У цей час він жив у станиці Каргинській. Дія роману починалося з 1917 року, в дні виступу генерала Корнілова. У той час робота над романом зайшла в глухий кут — письменник прийшов до висновку, що роман про революцію на Дону буде незрозумілим для читачів без розповіді про попередні події і не закінчив роботу. Письменник рік думав над новим задумом. З 1926 року Шолохов знову взявся за написання роману. Дію було перенесено в мирні, передвоєнні роки. Обсяг цього варіанту твору Шолохов оцінював у 3—8 друкованих аркушів, що відповідає приблизно 50—100 сторінок друкованого тексту. Призвідником бунту в новому варіанті виступає козак на ім'я Абрам Єрмаков, в якому легко вгадується головний герой Григорій Мелехов.

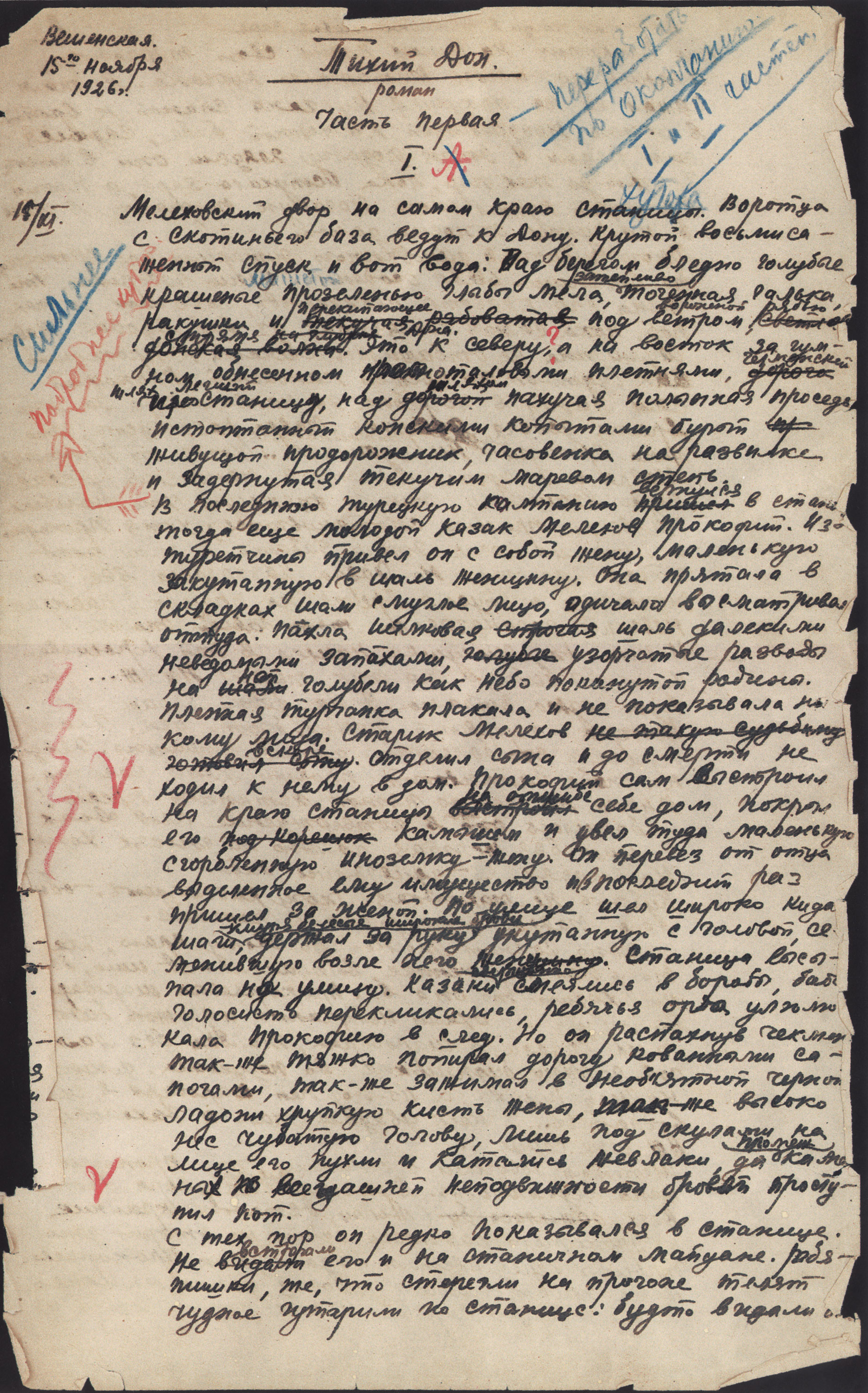
Рукопис Шолохова

Остаточний варіант роману було розпочато 6 листопада 1926 року в станиці Вьошенській, де Шолохов оселився. Дев'ять місяців Шолохов прожив у станиці, постійно працюючи над романом. У лютому він почав переговори про видання ще незакінченого роману з працівниками видавництва «Нова Москва». У квітні 1927 року був визначений склад роману (9 частин) і його тимчасове охоплення (1912—1922 роки). До серпня 1927 року були закінчені перші три частини роману. На початку вересня Шолохов поїхав до Москви вирішувати питання публікації роману. Однак, вирішення питання про публікацію затягнулося. В очікуванні позитивної відповіді Шолохов звернувся за допомогою до головного редактора журналу «Октябрь» Олександра Серафимовича. Серафимович прочитав роман і наполіг на його повній публікації. Рішення Серафимовича вплинуло і на позицію редакції «Московского рабочего» — у результаті в кінці жовтня було ухвалено рішення про випуск окремого книжкового видання. За домовленістю з видавництвом роман повинен був вийти у двох книгах, перша з яких включала б у себе частини 1—4, друга 5—9. Проживши в Москві і підмосковному селищі Клязьма приблизно до кінця року, Шолохов спробував закінчити 4-ту частину роману, але безуспішно; взимку він повернувся працювати в станицю Букановську.
У січні 1928 року почалася публікація роману в журналі «Октябрь»: у 1—4 номерах були надруковані перші частини першої книги. В кінці квітня 1928 року Шолохов знову приїхав до Москви, взявши з собою решту для закінчення і з травня по жовтень вони були опубліковані в журналі «Октябрь». У травні 1928 року у видавництві «Московский рабочий» вийшло окреме видання першої книги, а у січні 1929-го у цьому ж видавництві вийшла друга книга.
Перші дві книги роману дуже швидко завоювали успіх читачів, Шолохов став знаменитим. Читачі надсилали йому тисячі листів. Трудові колективи запрошували письменника для виступів. З 1928 року Шолохов їздить по країні, виступає в будинках культури, клубах, на заводах, на творчих вечорах у письменницьких організаціях; читає опубліковані та не опубліковані глави з роману, обговорює їх, ділиться планами на майбутнє. Однак скоро популярність обернулася неприємною стороною. Багатьом здавалося, що юний вік, життєвий досвід і культурний рівень Шолохова недостатні для автора такого видатного твору. Поширилися чутки про несправжність авторства Шолохова. До весни 1929 року вони досягли такої сили, що керівництву РАППа довелося виступити в пресі із заявою на захист Шолохова. 29 березня газета «Правда» опублікувала лист Серафимовича, Фадєєва, Киршона, Авербаха та Ставського, в якому вони запевняли читачів у повній невинності Шолохова і погрожували «наклепникам» судовим переслідуванням.
У березні 1930 року публікація роману зупинилася. Якщо наприкінці 1928 року після виходу роману деякі критики поспішили записати Шолохова в «пролетарські письменники», то вже в 29 році, після тривалих дискусій, йому в цьому праві відмовлено. Коли в кінці січня 1930 — початку лютого 1930 року Шолохов привіз до редакції продовження початок третьої книги, реакція редакторів «Жовтня» була негативною. До цього часу захворів і зліг у кремлівську лікарню попередній редактор «Жовтня» Серафимович, і місце головного редактора зайняв Олександр Фадєєв. Фадєєв відмовився публікувати книги в тому вигляді, в якому вона була представлена. За допомогою письменник звернувся до Максима Горького. Прочитавши книгу, Горький, зазначив у ній ряд ідеологічних вад, але рекомендував надрукувати її без скорочень. Та редактори «Жовтня» не були єдиними противниками булікації 3-ї книги роману; так за свідченнями товариша Шолохова Пріми, у 1931-му неназваний генерал ОГПУ сказав в обличчя Шолохову «Ваш Тихий Дон ближчий до білогвардійців, ніж до нас!». Важко оцінити чи було вирішальним у затримці публікації 3-ї частини роману її критика в ОГПУ, але в 1931-му 3-тя частина роману так і не була надрукована у «Жовтні».
Третю книгу роману почали знову видавати у «Жовтні» лише у 1932 році, разом з іншим романом письменники «Піднята цілина». Лев Якименко стверджував що публікація роману відновилася завдяки втручанню Максима Горького, в той час як Аркадій Ярум'ян стверджував що не тільки Горький а й Серафимович допоміг поновити публікацію роману. Але більш вірогідним є те, що справжньої причиною чому відновили публікацію роману, стала зустріч Шолохова на дачі Горького із Йосипом Сталіним у липні 1931 року, на якій Сталін сказав «Ми надрукуєм третю книгу Тихого Дону!».

У результаті в січні 1932 року відновилася публікація 3 книг роману в журналі «Октябрь». У 1933 році роман уперше був виданий у трьох книгах. У цьому виданні були піддані жорсткій цензурі дві перші книги. У кінці січня 1933 року Шолохов був обраний дійсним членом Академії наук СРСР і нагороджений орденом Леніна. У 1937 році у Шолохова, після скарги на його роман «Тихий Дон» Сталіну іншими письменниками, була нелегка зустріч зі Сталіним. Формальним приводом зустрічі було зацікавлення Сталіна, тим звідки автор «Тихого Дону» взяв матеріал про Вешенське повстання. Відповідно, Шолохова було викликано до Москви в Кремль на розмову. У своїх спогадах про ці події з життя російського письменника, український товариш Шолохова Олесь Гончар згадує:
Шолохов детально виклав вождеві, як працював над романом, якими джерелами користувався, на що той у кінці розмови заявив: «Тихий Дон» будем друкувати, не міняючи й літери!.
Наприкінці грудня 1939 року він закінчив четверту, останню частину роману. Вона була опублікована в 2/3 номері російського журналу «Новый мир» за 1940 рік. У 1939—1940 роках у вийшло перше повне видання роману у чотирьох книгах. 15 березня 1941 року Шолохов за роман «Тихий Дон» був нагороджений сталінською премією в галузі літератури і мистецтва.

## Сюжет
Значна частина дії роману розгортається в хуторі Татарському, станиці Вешенській приблизно між 1912 і 1922 роками. У центрі сюжету життя російської козачої сім'ї Мелехових, що пройшла через Першу світову і Громадянську війну.
Головний герой роману Григорій Мелехов — донський козак-росіянин, офіцер, що вислужився з рядових. Мелехов на роздоріжжі: пристати до червоних або до білих. Не складається і особисте життя: з дружиною Наталею має дітей, але кохає іншу. Захоплений подіями він втрачає рідних — з великої родини в живих залишаються сам Григорій, його син Мішатка і сестра Дуня.

## Критика
Роман загалом отримав схвальні відгуки літературних критиків. Роман «Тихий Дін» часто називають епопеєю, адже дієвими особами цього твору, за підрахунками науковців, є не менше 883 персонажів. У романі детально висвітлені різноманітні сторони життя різних національностей, які оселяють донські землі — «донських козаків-росіян», євреїв, калмиків тощо.

### Підозри у плагіаті та питання про справжність авторства
Однією з великих літературних таємниць ХХ століття є питання щодо авторства «Тихого Дону». Чимало літературознавців ставлять під сумнів те, що цей роман був написаний Михайлом Шолоховим, оскільки на момент початку роботи над романом був занадто молодим, а два перших томи написав досить швидко як для рівня своєї, на той час, грамотності. Серед тих, хто відкрито звинувачував Шолохова в плагіаті був, зокрема, Олександр Солженіцин. Сьогодні серед претендентів на авторство великого роману називають або групу анонімних авторів, які працювали замість Шолохова, або Федора Крюкова, Сергія Голоушева, Віктора Севського та Веніаміна Крашнукіна.

### Негативне висвітлення українців у романі
У романі також згадуються українці Донщини, які мали вагомий вплив на громадське життя Дону тих часів. Однією з яскравих сцен першої частини роману є сцена бійки між росіянами та українцями на Парамонівському млину. Не менш цікавим є інший фрагмент роману, у якому розповідається про початок селянського повстання українців Східної Слобожанщини (тоді Воронізька губернія Російської імперії) проти більшовиків. Головний герой «Тихого Дону» росіянин-козак Григорій Мелехов, на початку 20-х років, втомившись від довгої війни з більшовиками, повертається у рідну станицю Вешенську, де сподівається забутися від бойових справ. Але жорстока політика радянської влади по відношенню до донських козаків, змушує Григорія разом з однодумцем Прохором Зиковим готуватися до нової боротьби. В цей самий час Прохор Зиков розповідає Григорію про те, що в сусідній Воронізькій губернії місцеві українці повстали проти більшовиків. Здавалося б, ця звістка повинна була порадувати росіян, які теж були незадоволені постійним свавіллям з боку більшовиків, але донські козаки-росіяни віднеслися до збройної боротьби українців байдуже, та навіть із неприхованою радістю від того, що українців тепер покарає радянська влада. У романі донські росіяни після повідомлення про українське повстання зловтішалися з можливої смерті «хохлів».

## Переклади українською
Інтерес в україномовних читачів до літературних праць Шолохова був значний й незадовго після виходу першої книги тетралогії «Тихий Дін» уривки з роману почали з'являтися в перекладі українською мовою: у полтавській газеті «Більшовик Полтавщини», у київських газетах «Більшовик» та «Пролетарська правда», та у чернігівській газеті «Більшовик».
Газетні публікації, однак, не могли повністю задовольнити україномовного читача радянської України, тому у 1931 році видавництво ЛіМ («Література і мистецтво») в серії «Дешева бібліотека художньої літератури» видало першу та другу книгу тетралогії Шолохова «Тихий Дін» (тираж 5000 примірників, переклад Семена Каца). Редактором перекладу був відомий письменник, чудовий стиліст і знавець української мови Євген Плужник.
У 1932—1934 роках ЛіМ здійснив друге видання першої та другої книги тетралогії. У 1934 році у ЛіМ'і вийшов третій том (тираж 12 000 примірників). Держлітвидав випустив у 1935 році перші три книги роману тиражем 35 000 примірників. У 1941 році у Держлітвидаві з'явивсь український переклад четвертого, останнього, тому тетралогії.
Загалом «Тихий Дін» має такі переклади українською:
- Михайло Шолохов. Тихий Дін, кн. 1—4. Київ-Харків: ЛіМ; Київ: Держлітвидав, 1931—1941;
  - Тихий Дін. Кн. 1 : роман. Переклад з російської: Семен Кац. Харків-Київ: ЛіМ. 1931. 308 с.

(перевидання) Тихий Дін. Кн. 1 : роман. Переклад з російської: Семен Кац. Харків-Київ: ЛіМ. 1932. 268 с.
(перевидання) Тихий Дон. Кн. 1 : роман. Переклад з російської: Семен Кац. Київ: Держлітвидав. 1935. 454. с.
  - Тихий Дін. Кн. 2 : роман. Переклад з російської: Семен Кац. Харків-Київ: ЛіМ. 1931. 314 с.

(перевидання) Тихий Дін. Кн. 2 : роман. Переклад з російської: Семен Кац. Харків-Київ: ЛіМ. 1932. 268 с.
(перевидання) Тихий Дон. Кн. 2 : роман. Переклад з російської: Семен Кац. Київ: Держлітвидав. 1935. 414. с.
  - Тихий Дін. Кн. 3 : роман. Переклад з російської: Євген Плужник. Харків: ЛіМ. 1934. 442 с.

(перевидання) Тихий Дон. Кн. 3 : роман. Переклад з російської: Євген Плужник. Київ: Держлітвидав. 1935. 454 с.
  - Тихий Дон. Кн. 4 : роман. Переклад з російської: Степан Ковганюк. Київ: Держлітвидав. 1941. 371 с.

- Михайло Шолохов. Тихий Дон: кн. 1—4; Переклад з російської: Степан Ковганюк. Київ: Держлітвидав, 1955 (виправлене видання)
  - Тихий Дон: Кн. 1 і 2. Переклад з російської: Степан Ковганюк. Київ: Держлітвидав. 1955. ? с.
  - Тихий Дон: Кн. 3 і 4. Переклад з російської: Степан Ковганюк. Київ: Держлітвидав. 1955. ? с.

- Михайло Шолохов. Тихий Дон: кн. 1—4; Переклад з російської: Степан Ковганюк. Київ: Держлітвидав, 1961
  - Тихий Дон: Кн. 1 і 2. Переклад з російської: Степан Ковганюк. Київ: Держлітвидав. 1961. 625 с.
  - Тихий Дон: Кн. 3 і 4. Переклад з російської: Степан Ковганюк. Київ: Держлітвидав. 1961. 707 с.

- Михайло Шолохов. Тихий Дон: кн. 1—4; Переклад з російської: Володимир Середин. Київ: Дружба Литератур, 2013. 690 стор. ISBN 978-5-9904050-2-8 (Бібліотека Віктора Чєрнамирдіна)

## Екранізації
- Тихий Дон (фільм, 1930) — радянський фільм
- Тихий Дон (фільм, 1958) — радянський фільм
- Тихий Дон (телесеріал, 2006) — російський телесеріал
- Тихий Дон (телесеріал, 2015) — російський телесеріал